# Ieoh Ming Pei
Ieoh Ming Pei (cinese:貝聿銘) (Canton, 26 aprile 1917 – New York, 16 maggio 2019) è stato un architetto cinese naturalizzato statunitense.
Ha vinto il Premio Pritzker nel 1983 e l'11 dicembre 1992 il Presidente George H. W. Bush gli ha conferito la Medaglia presidenziale della libertà. È stato uno degli ultimi grandi maestri dell'architettura modernista. Lavorava con le forme astratte, usando la pietra, il calcestruzzo, il vetro e l'acciaio. Pei era uno degli architetti di maggior successo del XX secolo.

## Biografia
Pei nacque a Canton, nella provincia di Guangdong, in una nota famiglia di Suzhou. Suo padre, banchiere di primo piano, fu in seguito direttore della Banca di Cina e governatore della Banca Centrale di Cina. La residenza della famiglia è ora parte del patrimonio dell'umanità, classificata tra i Classici Giardini di Suzhou. La casa viene chiamata Giardino del Leone della Foresta, ed è caratterizzata da molte sculture di pietra scavate naturalmente dall'acqua. Pei amava il modo in cui gli edifici si combinavano con la natura, e in particolare i giochi di luci e ombre.
La sua prima istruzione avvenne alla Saint John's University di Shanghai e successivamente al St. Paul's College, Hong Kong, dopodiché egli si trasferì negli Stati Uniti per studiare architettura, all'età di 18 anni. Iniziò alla Università della Pennsylvania prima di ricevere la laurea in architettura dal Massachusetts Institute of Technology nel 1940. Lo stesso anno fu premiato con l'Alpha Rho Chi Medal, il MIT Travelling Fellowship, la AIA Gold Medal. Si iscrisse alla Harvard Graduate School of Design due anni dopo; quindi servì al National Defense Research Committee a Princeton, New Jersey.
Nel 1944 tornò all'università Harvard, dove conseguì nel 1946 il master in Architettura, rimanendovi per qualche tempo col ruolo di assistente. Ricevette il Wheelwright Traveling Fellowship nel 1951 e divenne naturalizzato statunitense nel 1954. Nel 1948, William Zeckendorf assunse Pei per lavorare nell'azienda immobiliare Webb and Knapp in un ruolo da poco creato, Direttore dell'Architettura. Mentre era alla Webb and Knapp, Pei lavorò su progetti in grande scala e operò in tutti gli Stati Uniti. Nel 1955 Pei aprì un suo studio d'architettura, chiamato I. M. Pei & Partners fino al 1989, quando venne rinominato Pei Cobb Freed & Partners per premiare il lavoro di James Ingo Freed e Henry N. Cobb.
Pei ha lavorato fino al 1990, anno del suo pensionamento.

## Vita privata
Pei ebbe quattro figli: tre maschi, T'ing Chung Pei, Chien Chung (Didi) Pei, Li Chung (Sandi) Pei; e una femmina: Liane Pei. Sia Chien Chung che Li Chung hanno seguito le orme del padre alla Harvard Graduate School of Design. Chien Chung Pei ha aiutato il padre a progettare l'ampliamento del museo del Louvre dal 1989 al 1993, mentre Li Chung Pei ha lavorato col padre per la realizzazione della Bank of China Tower a Hong Kong nel 1989. Entrambi sono divenuti architetti e hanno fondato studi propri.

## Progetti

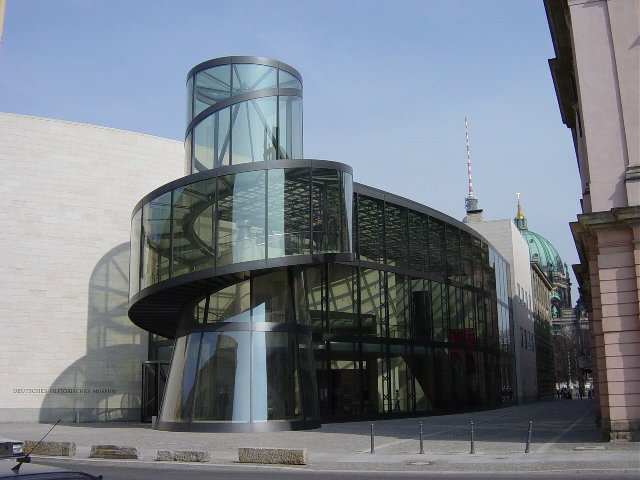
Il Deutsches Historisches Museum di Berlino

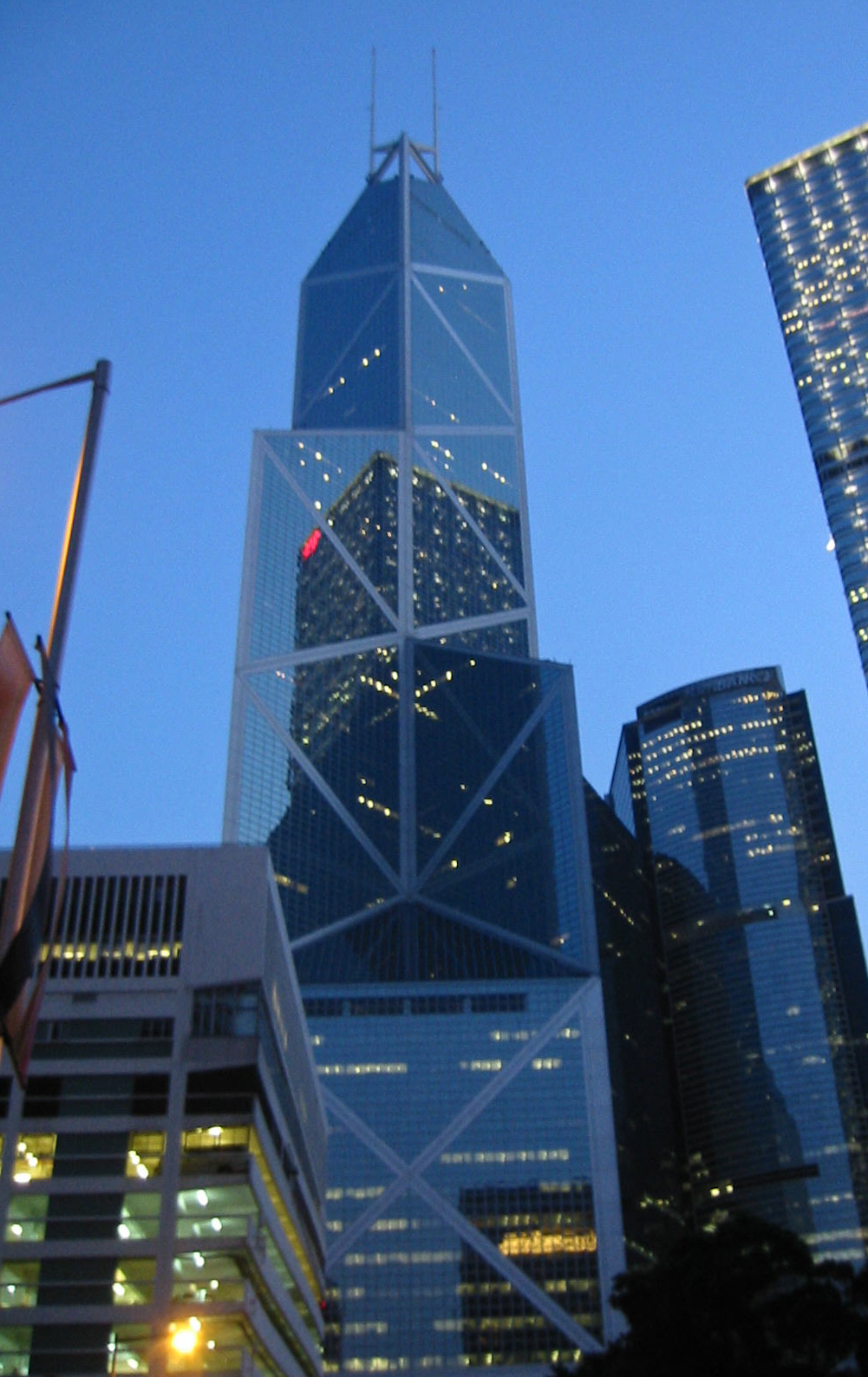
Il grattacielo della Bank of China a Hong Kong

- 1954-1959, Mile High Center, a Denver, Colorado, USA
- 1961-1967, National Center for Atmospheric Research, a Boulder, Colorado, USA
- 1961, Kips Bay Plaza, a New York, New York, USA
- 1961, Government Center Master Plan, Boston, Massachusetts, USA
- 1962, Place Ville-Marie, a Montréal, Canada
- 1962, Kennedy Theatre, Università delle Hawaii, USA
- 1962, Hale Manoa Dormitory, East West Center, Università delle Hawaii, USA
- 1963, Luce Memorial Chapel, Tunghai University, Taichung, Taiwan
- 1963, Society Hill Towers, Filadelfia, Pennsylvania, USA
- 1964, Green Building, Massachusetts Institute of Technology
- 1964, S.I. Newhouse School of Public Communications all'Università di Syracuse, Syracuse
- 1966-1968, Ala delle Sculture del Des Moines Art Center a Des Moines, Iowa
- 1966, Silver Towers at New York University
- 1967, Hoffman Hall alla University of Southern California
- 1968-1972, 50 FAA torri di controllo, in vari luoghi distribuiti in tutti gli Stati Uniti.
- 1968-1974, Christian Science Center, a Boston, Massachusetts
- 1968, Everson Museum of Art, a Syracuse
- 1969, Cleo Rogers Memorial Library, a Columbus, Indiana
- 1969, Academic Center, State University of New York at Fredonia, Fredonia, New York
- 1970, Terminal dei voli nazionali del JFK Airport a New York, New York
- 1971, Harbor Towers, a Boston, Massachusetts
- 1972, Governor's Residence Halls a SUNY Buffalo
- 1972, City Hall di Dallas, Texas
- 1972, Paul Mellon Arts Center alla Choate Rosemary Hall di Wallingford, Connecticut
- 1972, Pei Residence Halls al New College of Florida, Sarasota, Florida
- 1973, Commerce Court West a Toronto, Canada
- 1973, Spelman Halls della Princeton University
- 1973, Herbert F. Johnson Museum of Art, Cornell University, a Ithaca, New York
- 1974-1978, Edificio Orientale, National Gallery of Art, a Washington
- 1975, OCBC Centre a Singapore.
- 1975, Il Lamar Building Penthouse di Augusta, Georgia
- 1976, John Hancock Tower, a Boston, Massachusetts
- 1976, University of Rochester
- 1978-1982, Indiana University Art Museum a Bloomington, Indiana
- 1979, John F. Kennedy Library, a Boston, Massachusetts
- 1979, Baltimore World Trade Center, a Baltimora, Maryland
- 1979-1986, Javits Convention Center a New York, New York
- 1980-1985, Raffles City a Singapore.
- 1981, The Texas Commerce Tower di Houston, Texas, ora JPMorgan Chase Tower
- 1982, 16th Street Mall a Denver, Colorado.
- 1982-1990, Torre della Banca di Cina, a Hong Kong
- 1982, Appartamento per Steve Jobs
- 1983, Energy Plaza, Dallas, Texas
- 1985, Wiesner building, Massachusetts Institute of Technology, Cambridge, Massachusetts
- 1986, Fountain Place, Dallas, Texas
- 1987, CenTrust Tower, Miami, Florida
- 1989, Morton H. Meyerson Symphony Center a Dallas, Texas
- 1989, Carl Icahn Center for Science alla Choate Rosemary Hall a Wallingford, Connecticut
- 1989, Quartier generale per la Creative Artists Agency, Los Angeles, California
- 1989, Piramide del Louvre, Pyramide Inversée e Carrousel du Louvre, a Parigi, Francia
- 1991, Miho Museum, prefettura di Shiga, Giappone
- 1992, The Kirklin Clinic della University of Alabama at Birmingham Health System, Birmingham, Alabama
- 1994, Four Seasons Hotel New York, New York, New York
- 1995, Rock and Roll Hall of Fame, a Cleveland, Ohio
- 1999-2006, Musée d'art moderne Grand-Duc Jean, a Lussemburgo, Lussemburgo
- 2001, Friend Center for Engineering, alla Princeton University.
- 2002, Torre EDF, La Défense, Francia
- 2003, espansione del Deutsches Historisches Museum, a Berlino, Germania.
- 2004, Palazzo Lombardia, a Milano, Italia.
- 2005, Ferguson Center for the Performing Arts alla Christopher Newport University di Newport News, Virginia.
- 2006, Martha Stewart Center for Living all'ospedale Mount Sinai, New York (Manhattan) (attualmente in costruzione).
- 2006, Ambasciata della Repubblica Popolare Cinese, Washington D.C.(in costruzione).
- 2002-2006, nuova ala del Suzhou Museum, a Suzhou, Cina
- 2008, Museo d'arte islamica, a Doha, Qatar

## Lavori selezionati

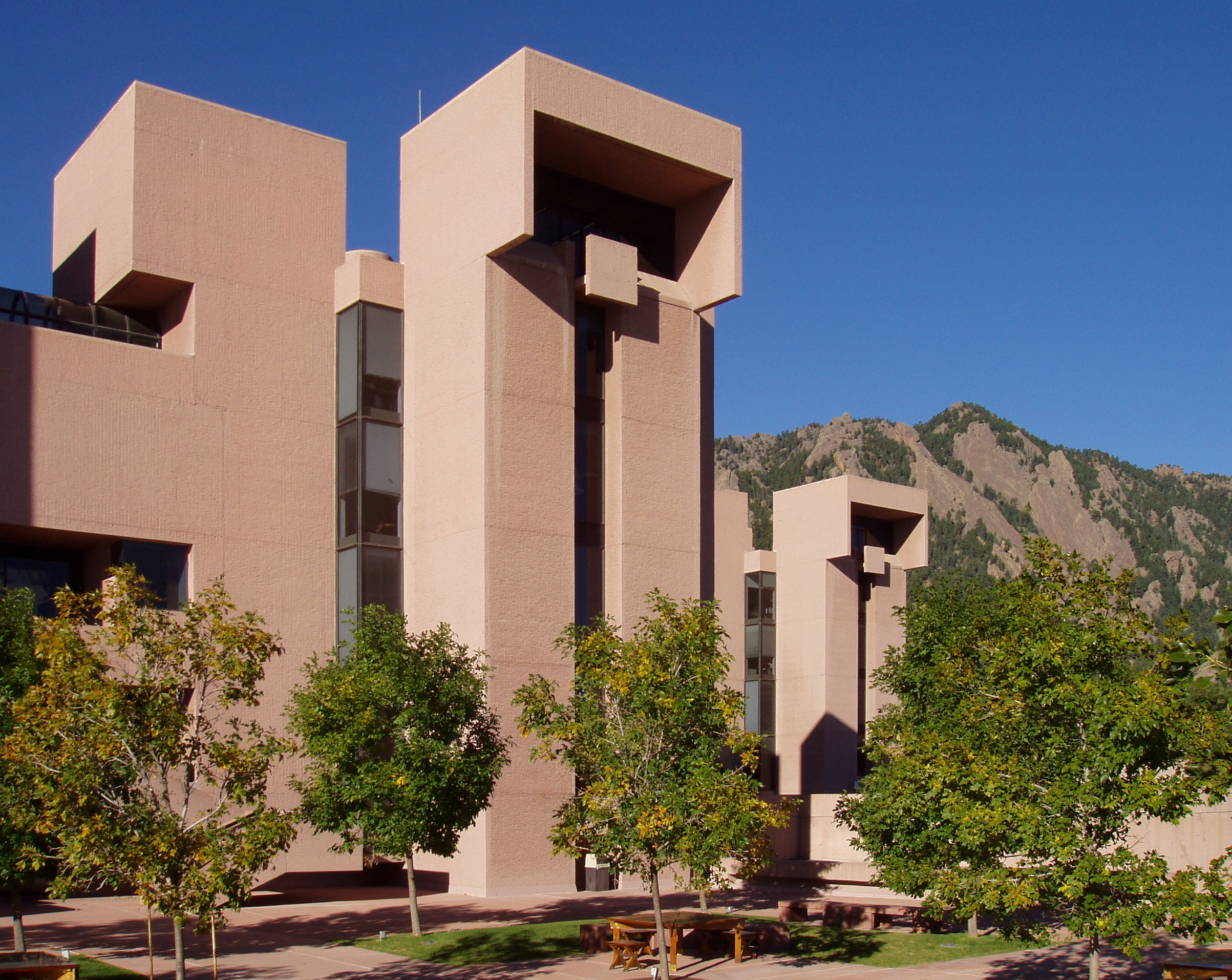
1961 — National Center for Atmospheric Research, Boulder, Colorado
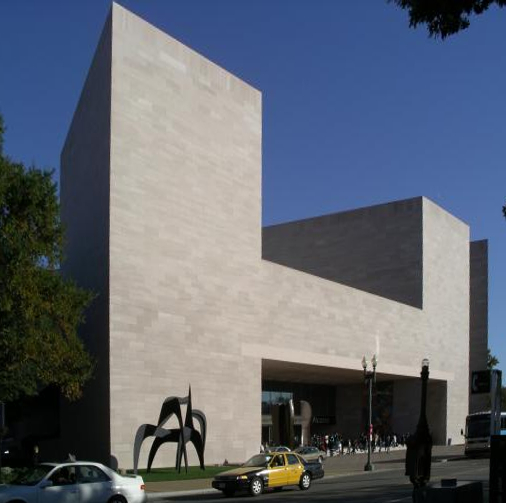
1974 — L'edificio Orientale della National Gallery di Washington
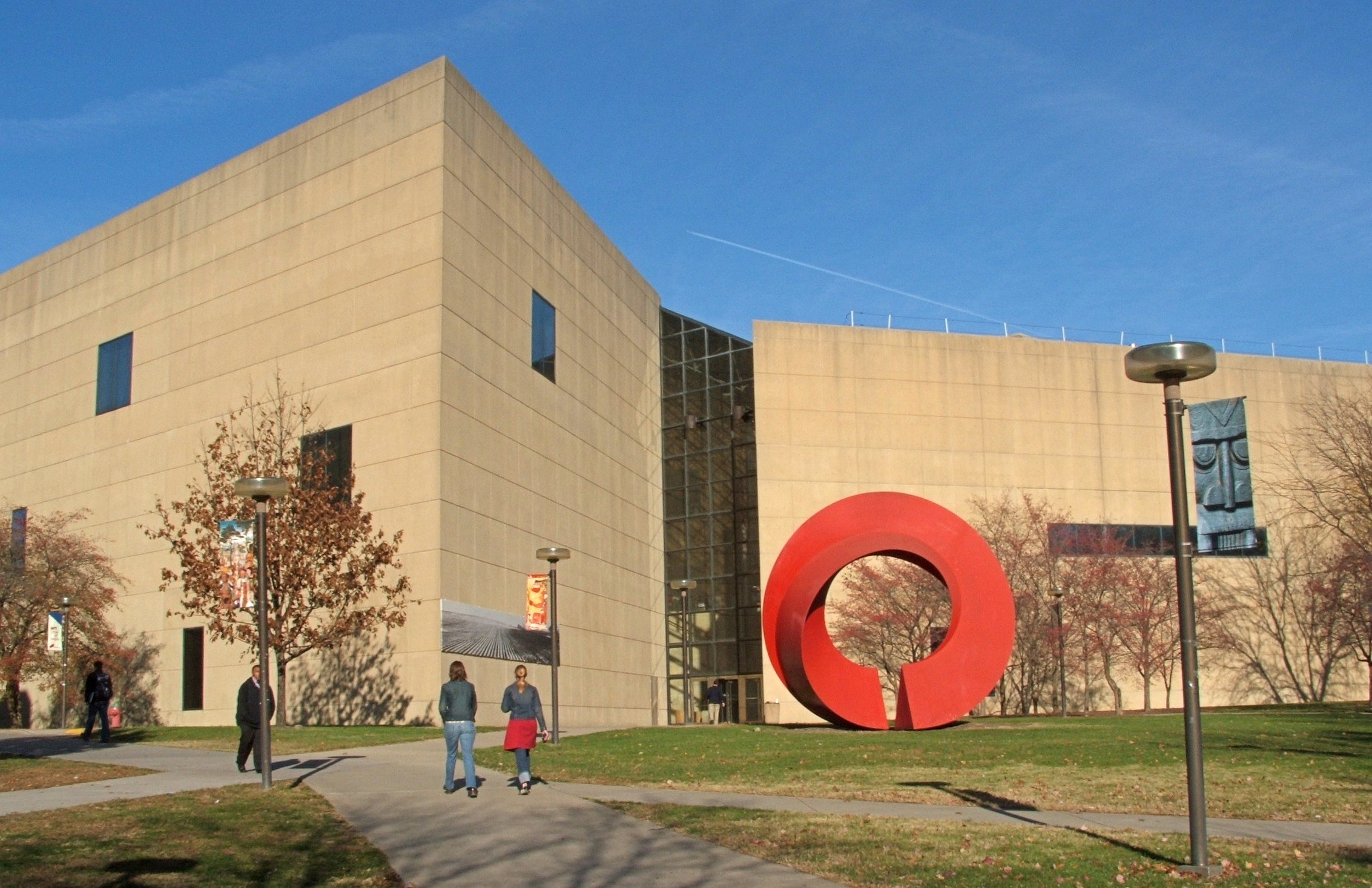
1978 — Indiana University Art Museum all'Indiana University di Bloomington, Indiana

## Onorificenze
- Royal Gold Medal (2010)